# Flags (album)
Pour les articles homonymes, voir Flag.
Albums de Brooke Fraser
Albertine
(2006) Brutal Romantic
(2014)
Singles
1. Something in the Water
Sortie : 2 août 2010
2. Betty
Sortie : 6 décembre 2010
3. Coachella
Sortie : 25 avril 2011

Flags est le troisième album Brooke Fraser sorti en 2010. Il a été certifié disque de platine en Nouvelle-Zélande pour plus de 30 000 exemplaires vendus. En France, cet album fut vendu à 1 150 exemplaires. Il a été enregistré à Hollywood au cours de l'été 2010.
Ce disque fut pour elle l'occasion de partir en tournée aux États-Unis, en Australie et en Nouvelle-Zélande, où chacun de ses concerts se jouait à guichets fermés. Un succès inattendu mais pas surprenant compte tenu des classements de l'album Flags, no 1 sur ses terres d'origine et 59e au Billboard américain. La critique musicale en fait l'éloge et le succès en radio du titre Something In The Water a servi de locomotive pour tirer cette popularité croissante jusqu'en Europe et en Asie.

## Titres
| 1.    | Something in the Water             | Brooke Fraser, Scott Ligertwood      | 3:04 |
| 2.    | Betty                              | Jon Foreman, Brooke Fraser, Ben West | 2:58 |
| 3.    | Orphans, Kingdoms                  | Brooke Fraser                        | 3:55 |
| 4.    | Who Are We Fooling (avec Aqualung) | Brooke Fraser, Matt Hales            | 4:25 |
| 5.    | Ice on Her Lashes                  | Brooke Fraser                        | 5:45 |
| 6.    | Coachella                          | Brooke Fraser                        | 3:32 |
| 7.    | Jack Kerouac                       | Brooke Fraser                        | 3:26 |
| 8.    | Sailboats                          | Brooke Fraser                        | 3:18 |
| 9.    | Crows + Locusts                    | Brooke Fraser                        | 5:48 |
| 10.   | Here's to You                      | Brooke Fraser                        | 4:23 |
| 11.   | Flags                              | Brooke Fraser                        | 4:49 |
| 45:16 |                                    |                                      |      |

## Critiques
"Flags" n'a reçu que des critiques positives:
Charts in France a donné quatre étoiles sur cinq à l'album en écrivant cette conclusion: "Brooke Fraser a tenu son pari : distiller quelques-uns des maux du monde qui la touchent au milieu de mélodies et de rythmes entrainants. "Flags" est l'album de la maturité : spirituel, il nous fait arpenter des paysages connus et nous transporte vers des contrées inconnues."
Jean Rose de Jesus Freak Hideout a donné à cet album cinq étoiles, appréciant la polyvalence de Brooke sur "Flags". Il nota aussi que c'est un point fort de la musique en 2010.